# Улисс (театр)
Улисс — драматический театр в Москве.
Улисс находится по адресу: город Москва, улица Академика Королёва, дом 11. Останкинский район, СВАО.
Руководитель М. Д. Мокеев.

## История
В 1987 году Союзом театральных деятелей РСФСР образовано Всероссийское объединение «Творческие мастерские» (ВОТМ) по инициативе М. Д. Мокеева, режиссёра, работавшего во МХАТе и в театре-студии «Человек». В 1992 году из мастерской объединения создан частный театр «Улисс». Название произошло из: названия романа ирландского писателя Джеймса Джойса «Улисс» и фирмы «Улисс», которая профинансировала создание частного театра . Улисс имеет при себе одноимённый музыкальный клуб. Руководитель в нём джазовый музыкант С. Летов, лидер ансамбля «Три О». Труппа состоит из учеников Мокеева, учившихся в Школе-студии МХАТ. Собственной сценой театр не располагает.

## Репертуар
В репертуар театра входят такие постановки:
- «Преступление и наказание» по Фёдору Михайловичу Достоевскому поставлена в 1992 году,
- «Немой официант» по Г. Пинтеру поставлена в 1992 году,
- «Лес» по А. Н. Островского поставлена в 1993 году,
- «Праздник топора» — это сценическая композиция Мокеева поставлена по рассказам и «Дневникам писателя» Достоевского в 1994 году.